# مركز سبيل لاهوت التحرير المسكوني
مركز لاهوت التحرير المسكوني السبيل (سبيل هي كلمة عربية تعني "الطريق" وأيضًا "قناة" أو "ربيع") هي منظمة لاهوتية تحريرية مسيحية مقرها في القدس. أسسها الكاهن الأنجليكاني الفلسطيني القس نعيم عتيق، وهو كاهن لكاتدرائية القديس جاورجيوس السابقة في القدس.
هي شريك رسمي للكنيسة المشيخية بالولايات المتحدة الأمريكية، لدى سبيل فروع في الولايات المتحدة، كندا، المملكة المتحدة، السويد، الدنمارك، النرويج، أيرلندا، فرنسا، ألمانيا، هولندا، وأستراليا.
وبحسب موقعها الرسمي على الإنترنت، فإن السبيل "تسعى جاهدة إلى تطوير الروحانية القائمة على المحبة والعدالة والسلام واللاعنف والتحرر والمصالحة لمختلف المجتمعات الوطنية والدينية". وتهدف المجموعة على وجه الخصوص إلى "تعزيز وعي دولي أكثر دقة فيما يتعلق بهوية ووجود وشهادة المسيحيين الفلسطينيين وكذلك اهتماماتهم المعاصرة".
سبيل، التي تدعو إلى " الاستثمار المسؤول أخلاقيا "، وصفها منتقدوها بأنها تروج لأجندة مناهضة لإسرائيل، بما في ذلك سحب الاستثمارات من إسرائيل. كما اتهمت باستخدام خطاب معاد للسامية. القس الدكتور ريتشارد ك. تول، رئيس أصدقاء السبيل، في أمريكا الشمالية ينفي هذه الادعاءات، ويكتب أن "دولة إسرائيل ليست فوق النقد وتحتاج إلى تحديها عندما تكون سياساتها خاطئة، وسياسة الاحتلال التي تنتهجها خاطئة". ويقول تول أيضًا إن سبيل "تدين باستمرار معاداة السامية بكل أشكالها القبيحة".

## الرؤية السياسية

### مبادئ السلام العادل
في عام 2004، أصدر مركز السبيل وثيقة بعنوان مبادئ السلام العادل في فلسطين-إسرائيل تحدد دعمهم لحل الدولتين كهدف فوري، مع تصور أنه قد يؤدي في النهاية إلى حل الدولة الواحدة.

وتحدد الوثيقة عدة مطالب مقدمة من إسرائيل، بما في ذلك ضرورة تقديم تعويضات للفلسطينيين. وينص كذلك على أنه "لا يوجد حل مقبول إذا لم يضمن حق الفلسطينيين والإسرائيليين في تقرير المصير والاستقلال والسيادة" ويدعو إلى "معاهدة سلام بين دولتي فلسطين وإسرائيل تضمن الحقوق الكاملة والسيادة والسلامة الإقليمية لكل منهما بما في ذلك الحدود المعترف بها وحقوق المياه والموارد الأخرى".
الأمل الحقيقي: دولتان ذات سيادة وديمقراطية بالكامل
وينص هذا السيناريو على انسحاب إسرائيل الكامل من كافة الأراضي المحتلة، بما فيها القدس الشرقية، وفقاً لقراري الأمم المتحدة 242 و338. ويقيم الفلسطينيون دولتهم ذات السيادة على كامل مساحة 23% من أرض فلسطين.

 أما بالنسبة للقدس، فيجب تقاسمها. يجب أن تظل المدينة مفتوحة للجميع. سيتم صياغة معاهدة سلام وسيعتمد البلدان على بعضهما البعض اقتصاديًا وسيساعد كل منهما الآخر على تنمية مواردهما من أجل رفاهية شعبيهما.
الرؤية للمستقبل تتضمن رؤيتنا دولتين ذات سيادة، فلسطين وإسرائيل، اللتين قد تختاران في المستقبل الدخول في اتحاد كونفدرالي أو حتى اتحادي، ربما مع دول مجاورة أخرى حيث تصبح القدس العاصمة الفيدرالية. في الواقع، كان الحل الأمثل والأفضل دائمًا هو تصور دولة ثنائية القومية في فلسطين-إسرائيل، حيث يكون الناس أحرارًا ومتساوين، ويعيشون في ظل ديمقراطية دستورية تحمي وتضمن جميع حقوقهم ومسؤولياتهم وواجباتهم دون عنصرية أو تمييز. دولة واحدة لأمتين وثلاث ديانات.
في ديسمبر 2009، أيد مركز سبيل وثيقة كايروس فلسطين، "دعوة صلاة من قبل المسيحيين الفلسطينيين لإنهاء الاحتلال". واستناداً إلى وثيقة كايروس الجنوب إفريقية لعام 1985، دعا رجال الدين الفلسطينيون كنائس العالم إلى "لحظة حقيقة: كلمة إيمان وأمل ومحبة من قلب المعاناة الفلسطينية".

## برنامج
برنامج بناء المجتمع
يسعى برنامج بناء المجتمع التابع لسبيل إلى تثقيف الجمهور حول الصراع الإسرائيلي الفلسطيني، وتعزيز "الشعور بالتضامن"، والمساهمة في النمو الروحي للمجتمع.
برنامج الشباب
يوفر برنامج سبيل للشباب "فرصًا للشباب من مختلف الكنائس للالتقاء والتعرف على بعضهم البعض، "ويقوم بتعليم الشباب وتمكينهم ليصبحوا قادة الكنيسة والمجتمع المدني في المستقبل".
برنامج المرأة
برنامج المرأة سبيل "يشجع شبكات النساء، ويعزز الشمولية، ويوسع المعرفة بموارد الدعم الموجودة، ويثقف النساء حول تاريخهن الروحي ومسؤولياتهن كنساء مسيحيات".
زيارات الشهود
يقدم سبيل "زيارات شهود" منتظمة إلى الأراضي المقدسة لرجال الدين المسيحيين. توفر لهم الرحلات فرصة للالتقاء والتحدث والعبادة مع المسيحيين الفلسطينيين وغيرهم ممن يعارضون الاحتلال الإسرائيلي. ويتمكن رجال الدين من تجربة "الجدار الفاصل، والمستوطنات غير القانونية، ونقاط التفتيش، والمنازل المصادرة والمدمرة، ومخيمات اللاجئين، والتدهور البيئي".
موجة الصلاة
يعقد سبيل خدمة المناولة المسكونية المفتوحة للمجتمع كل يوم خميس عند الظهر في القدس.
حجر الأساس
تنشر سبيل أيضًا صحيفة ربع سنوية باللغة الإنجليزية كورنرستون، والتي "تسلط الضوء على أنشطة خدمة سبيل على الصعيدين المحلي والدولي بالإضافة إلى التأملات اللاهوتية حول الأحداث الاجتماعية والسياسية المعاصرة".

## أصدقاء سبيل
يصف مركز سبيل أصدقاء سبيل - أمريكا الشمالية (FOSNA) بأنها "منظمة مسكونية مسيحية غير ربحية معفاة من الضرائب تسعى إلى تحقيق العدالة والسلام في الأرض المقدسة من خلال اللاعنف والتعليم". وهي تعمل في الولايات المتحدة وكندا لدعم رؤية سبيل. وهي تعمل على تعزيز دعم الكنائس الأمريكية من خلال المؤتمرات التعليمية الإقليمية التي تتم رعايتها بشكل مشترك، ورحلات الحج البديلة، ورحلات الشهادة، والتجمعات الدولية في الأراضي المقدسة. توجد فروع أصدقاء سبيل أيضًا في كندا، المملكة المتحدة، السويد، الدنمارك،  النرويج، أيرلندا، فرنسا، ألمانيا، هولندا، وأستراليا.
في عام 2010، قامت منظمة أصدقاء السبيل-أمريكا الشمالية بتوزيع قائمة تضم عشر شركات للمقاطعة بعنوان "كل ما أريده في عيد الميلاد هو نهاية الفصل العنصري"، مشيراً إلى أنه “في حين أن هناك العديد من الشركات الإسرائيلية والمتعددة الجنسيات التي تستفيد من الفصل العنصري، فقد قمنا بتجميع هذه القائمة لتسليط الضوء على عشر شركات محددة لاستهدافها”.
1. أهافا
2. صناعات دلتا الجليل
3. موتورولا
4. لوريال / ذا بودي شوب
5. دوروت الثوم والأعشاب
6. إستي لودر
7. شركة انتل
8. صبرا
9. سارة لي
10. سر فيكتوريا

## دعم مختلط من الطوائف المسيحية المختلفة
وقد أرسلت السبيل ممثلين إلى العديد من التجمعات الطائفية في الولايات المتحدة، ودعت إلى اتخاذ قرارات سحب الاستثمارات، وهو ما تعتبره نهجًا غير عنيف لمقاومة الاحتلال، ولقد لاقت بعض النجاح. أصدرت الكنيسة المشيخية بالولايات المتحدة الأمريكية قرارات سحب الاستثمارات بناءً على المعلومات التي قدمتها سبيل. جميع الطوائف الرئيسية، بما في ذلك كنيسة المسيح المتحدة، والكنيسة الميثودية المتحدة، والكنيسة الإنجيلية اللوثرية في أمريكا، والكنيسة الأسقفية، ناقشت سحب الاستثمارات وإمكانية استخدام الأموال الموجودة في صناديق معاشاتها التقاعدية والأوقاف لممارسة الضغط من أجل السلام في الشرق الأوسط.
في فبراير/شباط 2006، أثنى مجلس الكنائس العالمي على أعمال الكنيسة المشيخية الأمريكية وحث الكنائس الأعضاء الأخرى في جميع أنحاء العالم على النظر في اتخاذ تدابير اقتصادية لإنهاء الاحتلال الإسرائيلي. لاحظت سالبي إسكيدجيان فايدرود، المستشارة الخاصة السابقة للأمين العام لمجلس الكنائس العالمي لشؤون فلسطين وإسرائيل ومقره جنيف، أن دعم مجلس إدارة مجلس الكنائس العالمي لسحب الاستثمارات جاء على خلفية تاريخ من "التصريحات الجريئة منذ عام 1948 بشأن سياسته تجاه إسرائيل وفلسطين"، وكانت وسيلة لضمان "أنها لا تساهم بأي شكل من الأشكال مالياً في ما تقول إنه غير قانوني أو غير أخلاقي".
وقد أصدرت الكنيسة الأسقفية وكنيسة المسيح المتحدة وآخرون قرارات متأثرة بسبيل تحث إسرائيل على تفكيك الجدار العازل وإنهاء احتلالها للأراضي الفلسطينية.
وقد رفضت مجموعات أخرى من هذه الطوائف هذه القرارات وعارضتها. أصدر القس ديفيد رونيون باريفورد من زمالة شهود الكتاب المقدس اعتذارًا للشعب اليهودي بعد أن أصدرت كنيسة المسيح المتحدة قرارها عام 2005. كما اتهم "مجموعة مخصصة مكونة من ممثلي سبيل ومسؤولين من يونيون كاربايد كوربوريشن" بالتورط بشكل غير مبرر في عملية الحل. أثار قرار الكنيسة المشيخية الأمريكية أيضًا الكثير من الجدل، مما أدى إلى تخلي سينودس عام 2006 عن القرار الذي اتخذ بموجب مشاورة سبيل.

## نقد
وبالإضافة إلى جماعات المعارضة الرئيسية التي تشكلت نتيجة لنشاط مركز السبيل، كانت هناك مجموعات أخرى عارضت أهداف السبيل أو أسلوبهم في التعبير عن رسالتهم. وفي بعض الحالات، اتهمت الجماعات سبيل بالتطرف ومعاداة السامية. إدرج أبرز منتقدي سبيل أدناه مع إدراج أهم انتقاداتهم أيضًا.

### كلية كو
اعترف أيوا، رئيس قسم الفلسفة والدين في كلية كو، الذي شارك في رعاية مؤتمر في الحرم الجامعي مع مجموعة من الأمريكيين المؤيدين لسبيل، في رسالة إلى حاخام محلي أنه إدلى بتصريحات معادية للسامية في المؤتمر. كتب الرئيس "نحن نأسف لأي ضرر قد يكون سببته مثل هذه التصريحات المعادية للسامية"، لكنه أخبر الصحفيين لاحقًا الذين غطوا القصة أن رسالته لم تكن اعتذارًا، وأنها كانت غامضة عن عمد لأنه لم يكن متأكدًا بالضبط من التعليقات التي يمكن أن تحملها وتعتبر معادية للسامية.

### معهد ستيفن روث
وزعم معهد ستيفن روث الإسرائيلي أن سبيل "ينخرط عادة في دعاية صارخة تسعى إلى عزل إسرائيل وشيطنتها، مع نزع الشرعية عن حق الدولة اليهودية في الوجود". ورد سبيل بأنه "يقبل وجود إسرائيل في الأرض التي كانت لفلسطين في يوم من الأيام، ويطالب بالسماح للشعبين بالعيش معًا في هذه الأرض على قدم المساواة مع التمتع بحقوق كاملة للناس من كلا المجموعتين".

### ديكستر فان زيل، الكاميرا، والتحالف اليهودي المسيحي
ديكستر فان زيل، محلل الإعلام المسيحي لمجموعة مراقبة وسائل الإعلام المؤيدة لإسرائيل، وهي لجنة متابعة الدقة في تقارير الشرق الأوسط في أمريكا، اتهم القس عتيق بالاتجار في الكذبة المعادية للسامية المتمثلة في قتل اليهود:
يحتضن "لاهوت" عتيق التعاليم القديمة المعادية لليهود التي نبذتها رسميًا كل كنيسة مسؤولة، بروتستانتية وكاثوليكية منذ خمسين عامًا.
لا ينكر القس عتيق حق إسرائيل في الوجود فحسب، بل إنه يتاجر بصور معادية لليهودية كانت من المحرمات منذ المحرقة.
وفي رسالته بمناسبة عيد الفصح عام 2001، كتب عتيق أن "نظام الصلب التابع للحكومة الإسرائيلية يعمل يوميًا" وشبه الاحتلال بالحجر الذي يسد قبر المسيح. وفي خطبة ألقاها في فبراير/شباط 2001، شبه عتيق المسؤولين الإسرائيليين بهيرودس (قاتل الطفل). ولا يمكن إنكار المغزى الضمني: إسرائيل دولة تقتل الأطفال والمسيح وتقف في طريق خلاص البشرية.

ونظرًا للدور الذي لعبته هذه الصور في الترويج للعنف ضد اليهود، فإن استخدامها في الإشارة إلى الدولة اليهودية أمر لا يمكن تبريره.
يبني فان زيل هذه الاتهامات على أجزاء من رسالة عتيق التي كتبها في عيد الفصح عام 2001، مثل: "في هذا الموسم من الصوم الكبير، يبدو للكثيرين منا أن يسوع على الصليب مرة أخرى مع آلاف الفلسطينيين المصلوبين حوله". وبالمثل، في خطبة ألقاها في فبراير/شباط 2001، شبه عتيق الاحتلال بـ "الحجر الذي وُضع على مدخل قبر يسوع.... هذه الصخرة أغلقت أبواب الفلسطينيين في الداخل وبنت مبانيهم". لدينا اسم لهذه الصخرة وهو الاحتلال”.
كما رفضت رابطة مكافحة التشهير مقارنات سبيل للفلسطينيين مع يسوع المصلوب، ومقارنة إسرائيل بقتلته باعتبارها "تهمة قتل قبيحة وكاذبة ضد كل الشعب اليهودي، وهو مفهوم رفضه مؤرخون بارزون وتنكرته الكنيسة الرومانية الكاثوليكية والطوائف المسيحية الأخرى".
كما روج التحالف اليهودي المسيحي لورقة فان زيل، التي تحمل عنوان "أجندة الدولة الواحدة لسبيل"، مدعيًا أن سبيل قد فشلت في لفت الانتباه إلى سوء معاملة المسيحيين من قبل المتطرفين المسلمين في المناطق الخاضعة لسيطرة السلطة الفلسطينية. كما اتهم فان زيل عتيق ببث حياة جديدة فيما أسماه المؤرخ الفرنسي جول إسحاق “تعاليم الازدراء” وتوجيه “طاقتهم الخسيسة” نحو الدولة اليهودية.
لا يتفق سبيل مع هذه التوصيفات لمعتقداتهم وأفعالهم. لقد نشروا بيانًا يؤكدون فيه اعتقادهم بأن اليهود القدماء لم يكونوا مسؤولين عن موت يسوع، وأنه لا الفلسطينيون ولا الإسرائيليون لديهم "دعوة للمعاناة"، يتطلب أن يكون أي من الأشخاص عديمي الجنسية.

### رابطة مكافحة التشهير
اتهمت رابطة مكافحة التشهير (ADL)، في مقالة خلفية عن السبيل، "بتوليد العداء تجاه إسرائيل" مشيرة إلى "استخدامها لاتهامات مشحونة دينيا" باعتبارها تكذب "شغفها المعلن بالمصالحة". وذكرت رابطة مكافحة التشهير أيضًا أن "سبيل يرفض الصهيونية لأسباب لاهوتية. وقد روج لفكرة أن الصهيونية مبنية على قراءة خاطئة للكتاب المقدس وأنها تؤيد الظلم وتعارض الله".

### نقد ودعم كنيسة الجنوب القديمة
انتقد جيف جاكوبي، كاتب العمود المحافظ في صحيفة بوسطن غلوب، لكنيسة الجنوب القديمة التاريخية في بوسطن، وهي جماعة تابعة لكنيسة المسيح المتحدة، لاستضافتها الدكتور ديزموند توتو كجزء من سلسلة الحوار الروحي لإشراك الأديان الثلاثة في تلك الكنيسة، ونموذج سبيل للفصل العنصري في فلسطين. تحدث جاكوبي بأن "إدانات سبيل وعتيق لإسرائيل تضمنت صورًا تربط بوضوح الدولة اليهودية الحديثة بالتهمة الفظيعة التي غذت لقرون الكثير من الكراهية وسفك الدماء ضد اليهود وأنه في رواية عتيق المجازية، بعبارة أخرى، إسرائيل هي مذنبة بمحاولة قتل يسوع وهو طفل، وقتل يسوع على الصليب، والسعي لمنع قيامته".
الحاخام آرثر واسكو، مدير مركز شالوم، والحاخام هوارد أ. بيرمان، مؤسس الروح اليهودية أعربوا عن دعمهم لسلسلة إشراك الأديان الثلاثة التابعة للكنيسة الجنوبية القديمة، وهم مشاركين فيها.
خلال عرضه في الكنيسة الجنوبية القديمة في 28 أكتوبر 2007 ، أثار واسكو مخاوف بشأن استخدام سبيل لصور الصلب في إشارة إلى إسرائيل. قال واسكو إنه في أمريكا اللاتينية ، غالبا ما يتحدث لاهوتيو التحرير المسيحي "عن صلب يسوع من قبل الإمبراطورية الرومانية ... ومن وجهة نظرهم بالطبع قيامة المسيح كتعليم لما يعنيه تجاوز القوة الإمبريالية ، في سياق أمريكا اللاتينية ، من الواضح أن الإمبراطورية التي تتحدث عنها هي أمريكا وهذا منطقي ".
وقال واسكو إن سبيل ربما تعتقد أنها تفعل الشيء نفسه عندما تتحدث عن صلب المسيح، ولكن "عندما تفعل ذلك في سياق الدولة اليهودية، تفعل ذلك في سياق ألفي عام من المعاناة اليهودية" من العقيدة المسيحية المتمثلة في قتل اليهود وأن اليهود قتلوا الله والعنف الذي تعرض له المجتمع اليهودي من قبل الأشخاص الذين يؤيدون هذا اللاهوت، لسماع ذلك يضرب وترًا خلفه ألفي عام من الألم ويجب سماعه.

### ردود سبيل على الأسئلة المتداولة
في أكتوبر 2010، أصدرت رابطة مكافحة التشهير قائمتها لـ "أفضل 10 مجموعات مناهضة لإسرائيل في أمريكا"، وتضمنت من بينها أصدقاء سبيل - أمريكا الشمالية (FOSNA) ومنظمة الصوت اليهودي من أجل السلام.
نشر أصدقاء السبيل أمريكا الشمالية، ردا على رابطة مكافحة التشهير قائلين إن أصدقاء سبيل - أمريكا الشمالية (FOSNA) لا تعتبر انتقاداتها لسياسات الحكومة الإسرائيلية "معادية لإسرائيل" وأنه بقدر ما تكون هذه السياسات غير عادلة وتنتهك القانون الدولي، فإنها تعرض مستقبل إسرائيل للخطر.

### الاتصال بالكنيسة البروتستانتية في هولندا
توظف منظمة كيرك إن أكتي المدعومة من الكنيسة البروتستانتية في هولندا، ممثلًا لها في إسرائيل، يعمل في سبيل في القدس، للترويج لوثيقة كايروس فلسطين وحملة المقاطعة وسحب الاستثمارات وفرض العقوبات ضد إسرائيل.
وقال موقع سينودس للكنيسة البروتستانتية في هولندا، فيما يتعلق بأسطول غزة المدعوم من السبيل، "نحن لسنا مسؤولين عن الآراء السياسية التي يروج لها مركز السبيل أو موظفوه، ولكننا منخرطون في حوار معهم حول هذه القضية".

## روابط خارجية
- سبيل – الموقع الرسمي
- أصدقاء سبيل أمريكا الشمالية
- أصدقاء سبيل الكنديين
- دراسة مراقبة المنظمات غير الحكومية
- سبيل الأسئلة الشائعة لمركز لاهوت التحرير المسكوني
- لاهوت السبيل: ما نؤمن به، بقلم القس نعيم عتيق